# The Mexican Spy
The Mexican Spy è un cortometraggio muto del 1912 diretto da Wilbert Melville.

## Produzione
Il film fu prodotto dalla Lubin Manufacturing Company.

## Distribuzione
Distribuito dalla General Film Company, il film - un cortometraggio in due bobine - venne distribuito nelle sale statunitensi il 17 gennaio 1913.